# AwardWallet
AwardWallet, LLC. é uma empresa estadunidense de Software como serviço (SaaS) que permite que usuários acompanhem, gerenciem e armazenem digitalmente contas de programas de fidelidade, de passageiro frequente e de cartões de crédito. A AwardWallet tem sede em Bethlehem (Pensilvânia).
Em 2012, a AwardWallet foi envolvida em uma série de disputas com várias companhias aéreas, que negaram acesso ao software de rastreamento da AwardWallet em seus websites.

## Visão geral
A AwardWallet foi fundada em 2004 por Alexi Vereschaga e Todd Mera, dois ex-funcionários e engenheiros de software da Aelita Software Corporation. Inicialmente, a empresa se concentrava no acompanhamento de programas de fidelidade e recompensas de passageiros frequentes. Depois, os serviços foram estendidos com uma grande variedade de programas de fidelidade, além da possibilidade de usuários administrarem suas contas. A AwardWallet lançou um aplicativo complementar para dispositivos iOS e Android aparentemente em 2010 ou 2011. Em junho de 2020, a AwardWallet tinha mais de 650.000 associados e 705 programas de fidelidade. O software AwardWallet foi debatido e citado em matérias turísticas e tecnológicas de veículos de imprensa como BBC, CNN, Bloomberg, Forbes, Entrepreneur, Vox, Los Angeles Times, CNBC, e The Wall Street Journal.

## Tecnologia e integração de APIs
O software AwardWallet tem várias APIs relacionadas a viagens, incluindo uma API de análise de e-mails AwardWallet, API de análise de páginas de Internet AwardWallet e a API de acesso a contas AwardWallet. Por exemplo, a API de análise de e-mails recupera reservas de viagens usando e-mails de confirmação. As reservas de viagens são analisadas pela API para publicar os dados da reserve em um formato JSON estruturado. A API de acesso a contas AwardWallet opera usando o protocolo via OAuth. A API de análise de páginas de Internet AwardWallet recupera saldo de conta, categoria do associado, data de validade , entre outros dados, de contas on-line. Ela também dá acesso a itinerários de viagem e histórico da conta. Várias fontes indicam que o software AwardWallet faz parte de um mercado emergente de APIs.

## Controvérsias
A AwardWallet se envolveu em controvérsias relacionadas à negação por parte das companhias aéreas de terem software de acompanhamento sendo usados em seus sistemas de APIs. No final de 2012, a AwardWallet (juntamente com a TripIt e a MileWise) receberam várias notificações “cease and desist” da American Airlines, Delta, United Airlines e Southwest Airlines, exigindo que AwardWallet parasse de acessar os websites das empresas para acompanhar as milhas de programas de recompensa dos clientes. Em agosto de 2013, a American Airlines voltou a usar o AwardWallet integrando o software à API da empresa.